# Епархия Пресвятой Девы Марии Нарег в Глендейле

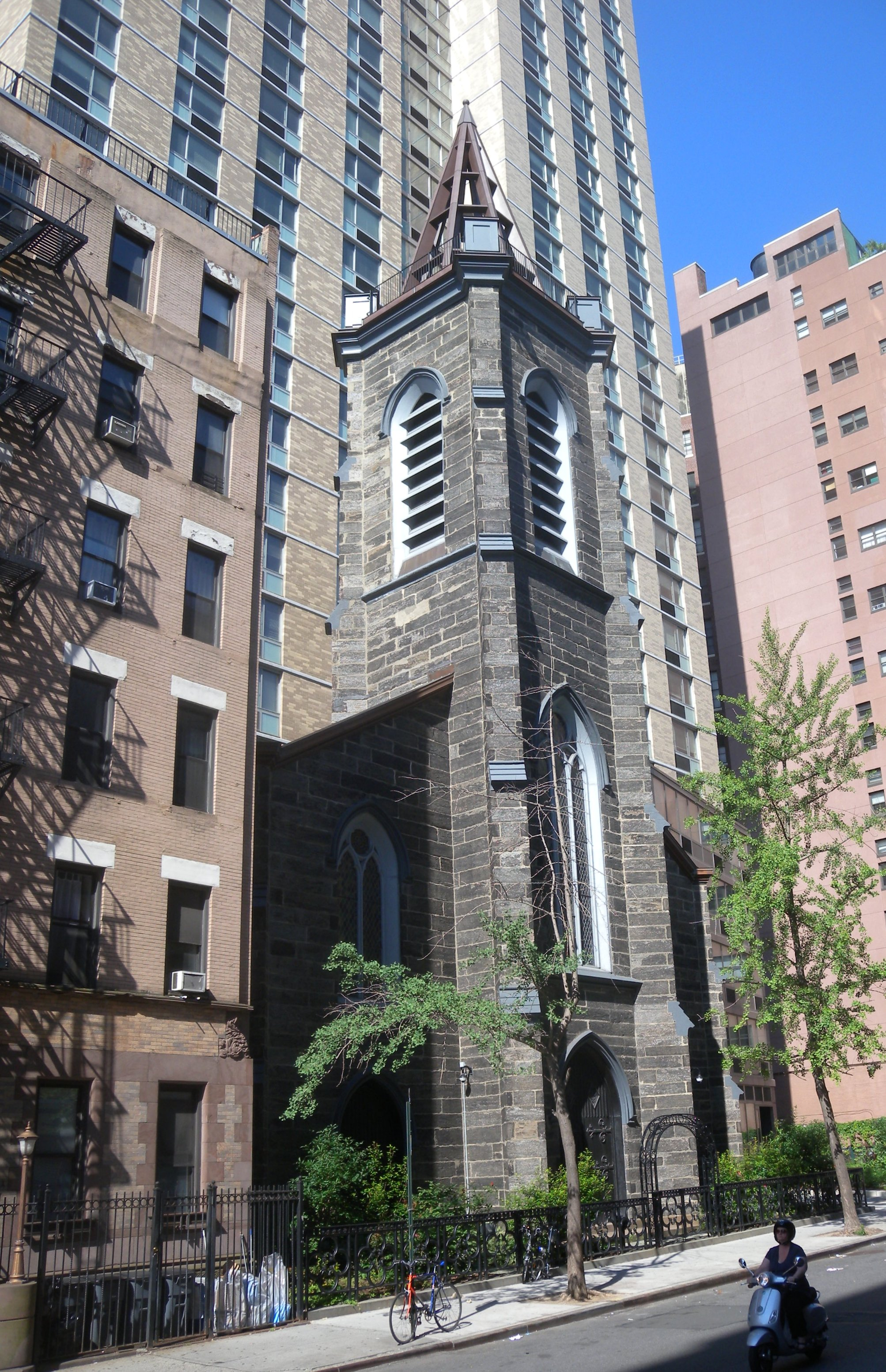
Бывший кафедральный собор Святой Анны в Нью-Йорке

Епархия Пресвятой Девы Марии Нарег в Глендейле (лат. Eparchia Dominae Nostrae Naregensis) — епархия Армянской католической церкви с центром в городе Глендейл, штат Калифорния, США. Епархия Пресвятой Девы Марии Нарег в Глендейле является единственной епархией для верующих Армянской католической церкви, проживающих в США и Канаде. Кафедральным собором епархии Пресвятой Девы Марии Нарег в Глендейле является церковь Святого Григория Просветителя. Ранее кафедральным собором епархии являлась церковь Святой Анны, расположенная в Бруклине.

## История
3 июля 1981 года Святой Престол учредил апостольский экзархат США и Канады Армянской католической церкви.
12 сентября 2005 года Папа Римский Бенедикт XVI издал буллу «Qui nuper successimus», которой преобразовал апостольский экзархат США и Канады в епархию Пресвятой Девы Марии Нарег в Нью-Йорке.
29 декабря 2014 года епархия получила своё нынешнее название, что было связано с переносом кафедры епархии из Нью-Йорка в Глендейл.

## Ординарии епархии
- епископ Mikail Nersès Sétian (3.07.1981 — 18.09.1993);
- епископ Hovhannes Tertsakian C.A.M. (5.01.1995 — 30.11.2000);
- епископ Manuel Batakian I.C.P.B.(30.11.2000 — 21.05.2011);
- епископ Mikaël Mouradian I.C.P.B. (с 21 мая 2011).

## Список приходов
Приходы епархии расположены в следующих городах:
- Бостон — церковь Святого Креста;
- Глендейл — собор Святого Григория Просветителя;
- Детройт — церковь Святого Вартана;
- Литтл-Фолс — церковь Святого Сердца;
- Лос-Анджелес — церковь Пресвятой Девы Марии Мучеников;
- Монреаль — церковь Пресвятой Девы Марии Нарег;
- Нью-Йорк — церковь Святой Анны;
- Торонто — церковь Святого Григория Просветителя;
- Филадельфия — церковь святого Марка.

## Статистика
| год  | население | население | население | священники | священники        | священники         | священники                           | постоянные диаконы | монахи  | монахи  | приходы |
| год  | католики  | всего     | %         | всего      | белое духовенство | черное духовенство | число католиков на одного священника | постоянные диаконы | мужчины | женщины | приходы |
| ---- | --------- | --------- | --------- | ---------- | ----------------- | ------------------ | ------------------------------------ | ------------------ | ------- | ------- | ------- |
| 1990 | 35.065    | ?         | ?         | 11         | 6                 | 5                  | 3.187                                |                    | 5       | 11      | 8       |
| 1999 | 36.000    | ?         | ?         | 15         | 8                 | 7                  | 2.400                                |                    | 7       | 14      | 9       |
| 2000 | 36.000    | ?         | ?         | 15         | 8                 | 7                  | 2.400                                |                    | 7       | 13      | 9       |
| 2001 | 36.000    | ?         | ?         | 14         | 8                 | 6                  | 2.571                                | 1                  | 6       | 15      | 9       |
| 2002 | 36.000    | ?         | ?         | 14         | 8                 | 6                  | 2.571                                |                    | 6       | 15      | 9       |
| 2003 | 36.000    | ?         | ?         | 14         | 8                 | 6                  | 2.571                                |                    | 6       | 15      | 9       |
| 2004 | 36.000    | ?         | ?         | 14         | 9                 | 5                  | 2.571                                |                    | 5       | 15      | 9       |
| 2006 | 36.000    | ?         | ?         | 13         | 8                 | 5                  | 2.769                                |                    | 5       | 12      | 9       |
| 2009 | 36.000    | ?         | ?         | 10         | 3                 | 7                  | 3.600                                | 1                  | 7       | 9       | 9       |
| 2010 | 36.000    | ?         | ?         | 10         | 3                 | 7                  | 3.600                                | 1                  | 7       | 9       | 9       |
| 2013 | 36.000    | ?         | ?         | 15         | 4                 | 11                 | 2.400                                | 2                  | 11      | 10      | 9       |
| 2014 | 36.000    | ?         | ?         | 15         | 4                 | 10                 | 2.571                                | 2                  | 1o      | 10      | 9       |

## Источник
- Annuario Pontificio, Libreria Editrice Vaticana, Città del Vaticano, 2003, ISBN 88-209-7422-3
- Булла Qui nuper successimus, AAS 97 (2005), стр. 937  (лат.)